# 1163

## Události
- 5. srpna – v Kolíně upáleno pět katarů a jeden arcikatar

## Narození
- 19. srpna – Otakar IV. Štýrský, markraběm štýrský, od roku 1180 vévoda štýrský († 1192)
- ? – Knut VI. Dánský, dánský král († 1202)
- ? – As-Sálih Ismaíl, damašský sultán († 1181)
- ? – Magister Leoninus, francouzský hudební skladatel († 1190)

## Úmrtí
- 14. ledna – Ladislav II. Uherský, uherský (vzdoro)král (* 1131)
- ? – Konstancie Antiochijská, vládkyně Antiochijského knížectví (* 1127)

## Hlavy států
- České království – Vladislav II.
- Svatá říše římská – Fridrich I. Barbarossa
- Papež – Alexandr III.
- Anglické království – Jindřich II. Plantagenet
- Francouzské království – Ludvík VII.
- Polské knížectví – Boleslav IV. Kadeřavý
- Uherské království – Štěpán III. Uherský – Ladislav II.
- Kastilské království – Alfonso VIII. Kastilský
- Rakouské vévodství – Jindřich II. Jasomirgott
- Sicilské království – Vilém I. Sicilský
- Skotské království – Malcolm IV.
- Byzantská říše – Manuel I. Komnenos